# Christer Fursth
Christer Fursth (* 6. Juli 1970 in Örebro) ist ein ehemaliger schwedischer Fußballspieler.

## Leben
Als große Verstärkung wurde Christer Fursth im Winter 1996/1997 in Köln vorgestellt. Nach nur neun Spielen für die Geißböcke war schnell klar, dass er den Erwartungen nicht gerecht werden konnte. Er ging daraufhin zurück nach Schweden. In der Saison 2003/2004 spielte er in den Vereinigten Arabischen Emiraten, bevor er dann seine aktive Laufbahn beendete.
Für die schwedische Nationalmannschaft bestritt er vier Länderspiele.

## Vereine
- 1988–1994 Örebro SK
- 1995–1996 Helsingborgs IF
- 1997–1998 1. FC Köln
- 1998–2003 Hammarby IF
- 2003–2004 Al Ain Club

## Erfolge
- 2001 Schwedischer Meister mit Hammarby IF
- 2004 Meister der VAE mit Al Ain Club

## Statistik
- 1. Bundesliga: 4 Spiele
- DFB-Pokal: 1 Spiel
- UI-Cup: 4 Spiele
- Fotbollsallsvenskan: 54 Spiele, 2 Tore für Hammarby IF